# Atrichopogon vestitipennis
Atrichopogon vestitipennis är en tvåvingeart som beskrevs av Jean-Jacques Kieffer 1917. Atrichopogon vestitipennis ingår i släktet Atrichopogon och familjen svidknott. Inga underarter finns listade i Catalogue of Life.